# Khomo-Phatšoa Community
Khomo-Phatšoa Community är en gemenskap i Lesotho.   Den ligger i distriktet Qacha's Nek, i den sydöstra delen av landet, 160 km öster om huvudstaden Maseru.